# Fissidentalium zelandicum
Fissidentalium zelandicum är en blötdjursart som först beskrevs av Sowerby 1860.  Fissidentalium zelandicum ingår i släktet Fissidentalium och familjen Dentaliidae. Inga underarter finns listade i Catalogue of Life.